# Williams syndrom
Williams syndrom (ibland Williams-Beurens syndrom), är ett sällsynt genetiskt syndrom. Det förekommer hos färre än 1 på 7500 levande födda. Läkaren J.C.P. Williams i Nya Zeeland beskrev syndromet 1961 och det fick därför namn efter honom.

## Förekomst
Det uppskattas att det föds cirka 4 till 5 barn med Williams syndrom i Sverige varje år. Pojkar med Williams syndrom har oftare hjärtfel än flickor med syndromet, vilket bidrar till att syndromet ofta diagnostiseras tidigare hos pojkar.

## Symptom
- Inre fysiska avvikelser: förträngning av stora kroppspulsådern (aorta), slapp muskulatur i mun och svalg ger ätstörningar i form av sugproblem, kräkningar och matvägran, avvikande kalkomsättning
- Psykiska avvikelser: Lindrig intellektuell funktionsnedsättning, ojämn begåvningsprofil, svårighet att bearbeta visuell information. En positiv avvikelse är en särpräglad empatisk och altruistisk psyko-social förmåga som bekräftas av neuro-psykologiska studier av hjärnan. Dessa personer uppfattas ofta som mycket kärleksfulla och tillgivna av sin omgivning.

Karakteristiskt utseende: Småväxta, stora och lågt sittande öron, ökat avstånd mellan ögonen (hypertelorism), runt ögats pupill kan man ibland se ett stjärnformat mönster, ögonspringorna omges ibland av en lätt vävnadsförtjockning och är ofta korta. Det är vanligt med en uppnäsa med framåtriktade näsborrar. Näsroten är bred och platt. Stor mun med tjocka läppar och ovanligt lång överläpp med näsfåra (filtrum/philtrum). Pojkar får med tiden framträdande adamsäpple. Axlarna är oftast små, gracila och sluttande. Hakan är ofta liten och ögonen är oftast små.

## Orsak
Ett stycke saknas av kromosomerna i kromosompar 7 (7q11.23). Detta kommer inte från föräldrarna utan uppkommer genom mutation. En person med Williams syndrom kan dock föra mutationen vidare till nästa generation. Risken är 50%. De barn som inte får sjukdomen har inte heller anlaget.
Avvikelser beträffande detta ämne är av stort intresse som tänkbar orsak till de förändringar i hjärnans funktion som är typiska vid Williams syndrom.